# Leptopelis crystallinoron
Espèce
Statut de conservation UICN

 DD  : Données insuffisantes
Leptopelis crystallinoron est une espèce d'amphibiens de la famille des Arthroleptidae.

## Répartition
Cette espèce est endémique du Gabon. Elle se rencontre  à 560 m d'altitude dans les monts de Cristal.

## Publication originale
- Lötters, Rödel & Burger, 2005 : A new large tree frog from north-western Gabon (Hyperoliidae: Leptopelis). Herpetological Journal, vol. 15, p. 149-152 (texte intégral).